# Прохорівська волость
Прохорівська волость — адміністративно-територіальна одиниця Золотоніського повіту Полтавської губернії з центром у селі Прохорівка.
Станом на 1885 рік — складалася з 10 поселень, 20 сільських громад. Населення — 9587 осіб (4665 чоловічої статі та 4922 — жіночої), 1668 дворових господарств.
|                     | Площа, десятин | У тому числі орної, дес. |
| ------------------- | -------------- | ------------------------ |
| Сільських громад    | 10035          | 4794                     |
| Приватної власності | 11065          | 4704                     |
| Казенної власності  | 800            | —                        |
| Іншої власності     | 205            | 62                       |
| Загалом             | 22105          | 9560                     |

Найбільші поселення волості станом на 1885:
- Прохорівка — колишнє державне та власницьке село при річці Дніпро за 35 верст від повітового міста, 1661 особа, 306 дворів, 2 православні церкви, єврейський молитовний будинок, школа, 6 постоялих будинків, 13 лавок, 19 вітряних млинів, 2 маслобійних і винокурний заводи, базари по понеділках, 3 ярмарки на рік: всесвятський, маковіївський і пилипівський. За 12 верст — бурякоцукровий завод.
- Бубнівська Слобідка — колишнє державне та власницьке село при річці Дніпро, 1814 осіб, 361 двір, православна церква, школа, 3 постоялих двори, 36 вітряних млинів, 4 маслобійних і селітряний заводи.
- Бубнів — колишнє державне та власницьке містечко при річці Дніпро, 731 особа, 130 дворів, православна церква, постоялих будинок, лавка, 10 вітряних млинів, 2 сукновальних і 2 маслобійних заводи.
- Келеберда — колишнє державне та власницьке село при річці Дніпро, 1312 особи, 263 двори, православна церква, 2 постоялих будинки, 15 вітряних млинів, 6 маслобійних заводів.
- Ліпляве — колишнє державне та власницьке містечко при річці Циблі, 1696 осіб, 324 двори, православна церква, 4 постоялих будинки, 3 лавки, водяний і 13 вітряних млинів, 3 сукновальні, 3 маслобійних заводів.
- Сушки — колишнє державне та власницьке село при річці Дніпро, 867 осіб, 165 дворів, православна церква, школа, постоялий будинок, 9 вітряних млинів, 2 маслобійних заводи.